# Zorba, el griego (película)
Zorba, el griego es una película británico-griega de comedia dramática de 1964, escrita, producida, dirigida y montada por el chipriota Michael Cacoyannis, y basada en la novela Vida y aventuras de Alexis Zorbas de Nikos Kazantzakis.
Protagonizada por Anthony Quinn, Alan Bates, Irene Papas y Lila Kedrova, la historia relata el conflicto existente entre los dos personajes principales, Zorba y Basil, quienes representan el conflicto humano entre la pasión y la razón, buscando representar el dualismo cognitivo propio de la humanidad.
La película fue nominada a siete Premios de la Academia, obteniendo tres galardones: Mejor actriz de reparto para Kedrova, Mejor fotografía de una película en blanco y negro para Walter Lassally y Mejor dirección de arte de una película en blanco y negro para Vassilis Photopoulos. El baile del protagonista se ha convertido en un icono popular griego tras el estreno del filme.

## Trama
Basil (Alan Bates) es un escritor británico-griego criado en el Reino Unido que presenta las características de un inglés tenso y de clase media. Está esperando en el puerto de El Pireo de Atenas en Grecia continental para tomar un barco a Creta cuando conoce a un rústico, pero entusiasta campesino y músico llamado Zorba (Anthony Quinn). Basil explica a Zorba que se dirige a una aldea rural de Creta, donde su padre es dueño de unas tierras, con la intención de reabrir una mina de lignito y tal vez curar su bloqueo como escritor. Zorba relata su experiencia con la minería y convence a Basil para que vayan juntos.
Cuando llegan a Creta, van en un coche a la aldea donde son recibidos con entusiasmo por la comunidad de campesinos empobrecidos de la ciudad. Se quedan con una vieja viuda de guerra y cortesana francesa llamada Madame Hortense (Lila Kedrova) en su autodenominado «Hotel Ritz». El audaz Zorba intenta persuadir a Basil para que se relacione íntimamente con la mucho mayor Madame Hortense, pero como se muestra completamente reacio, por lo que Zorba aprovecha la oportunidad e inicia una relación con la dueña.
En los siguientes días, Basil y Zorba intentan trabajar en la antigua mina de lignito, pero la encuentran insegura y la cierran. Zorba entonces tiene una idea de usar el bosque en las montañas cercanas para la tala (aunque su plan específico queda ambiguo), aunque la tierra es propiedad de un poderoso monasterio, así que Zorba lo visita y se hace amigo de los monjes, emborrachándoles. Luego, regresa a casa y comienza a bailar de una manera que cautiva a Basil.
Mientras tanto, Basil y Zorba conocen a «la viuda» (Irene Papas), una joven y atractiva mujer viuda, que es incesantemente ridiculizada por los pobladores porque no se ha vuelto a casar, especialmente con un joven chico local que está locamente enamorado de ella, pero a quien ella ha rechazado en varias ocasiones. Una tarde lluviosa, Basil le ofrece su paraguas, que ella acepta a regañadientes. Zorba sugiere que ella se siente atraída por él, pero Basil, siempre tímido, lo niega.
Basil le da a Zorba algo de dinero y le envía a la ciudad de La Canea para comprar cables y otros suministros para la aplicación de su plan para la tala. Zorba se despide de Basil y Madame Hortense, quien está locamente enamorada de él. En La Canea, Zorba se entretiene en un cabaret y entabla un breve romance con una bailarina mucho más joven. En una carta a Basil, detalla sus hazañas e indica que ha encontrado el amor. Irritado por la irresponsabilidad evidente de Zorba y el despilfarro de su dinero, Basil le dice a Madame Hortense que Zorba ha declarado su amor a ella y tiene la intención de casarse con ella cuando regrese, lo que la pone eufórica y al borde del llanto. Mientras tanto, la viuda devuelve el paraguas de Basil a través de Mimithos (Sotiris Moustakas), el tonto del pueblo.
Cuando Zorba finalmente regresa con provisiones y regalos, queda sorprendido y enojado al escuchar la mentira de Basil a Madame Hortense. También le pregunta a Basil sobre su paradero la noche anterior. Esa noche, Basil va a la casa de la viuda, y pasa la noche junto a ella. El breve encuentro tiene un gran costo: un aldeano los ve y difunde el rumor, y el chico que está enamorado de la viuda, recibe burlas sin piedad por ello. A la mañana siguiente, los aldeanos encuentran su cuerpo junto al mar, luego de su suicidio.
En el funeral, la viuda intenta asistir discretamente, pero se le impide entrar en la iglesia. Finalmente es atrapada en el patio, y luego golpeada y apedreada por los lugareños, que la responsabilizan por el suicidio del chico. Basil, sumiso y temeroso de intervenir, dice a Mimithos que busque rápidamente a Zorba. Zorba llega justo cuando un aldeano trata de sacar un cuchillo y matar a la viuda. Zorba domina al hombre mucho más joven y lo desarma. Pensando que la situación está aclarada, Zorba le pide a la viuda que le siga y le da la espalda. En ese momento, el padre del chico muerto saca un cuchillo y degüella a la viuda. Ella muere mientras los aldeanos se marchan apáticamente, llevándose al padre. Sólo Basil, Zorba y Mimithos muestran emoción alguna por la muerte. Basil proclama su incapacidad para intervenir, con lo cual Zorba lamenta la futilidad de su muerte.
En un día lluvioso, Basil y Zorba van a casa y encuentran a Madame Hortense esperándoles. Expresa su ira a Zorba por no hacer ningún progreso en la boda. Zorba le cuenta una historia de que había ordenado un vestido blanco satinado de novia, forrado con perlas y adornado con oro. Madame Hortense presenta dos anillos de oro que había mandado hacer y propone su compromiso inmediato. Zorba intenta demorar, pero finalmente acepta con gusto, para sorpresa de Basil.
Algún tiempo después, Madame Hortense contrae una neumonía y se ve en su lecho de muerte. Zorba permanece a su lado, junto con Basil. Mientras tanto, la noticia corre de que «la extranjera» está muriendo, y puesto que ella no tiene herederos, el Estado tomará sus posesiones y dinero. Los aldeanos, desesperadamente pobres, forman una multitud alrededor de su hotel, esperando impacientemente que muera para poder robar sus pertenencias. Dos aldeanas entran en la habitación y la miran expectantes, otras mujeres intentan lo mismo, pero Zorba se las arregla para impedírselo. En el momento de su muerte, las mujeres vuelven a entrar alborotadamente al dormitorio de Madame Hortense para robar sus posesiones más valiosas. Zorba sale con un suspiro, mientras el hotel es saqueado. Cuando Zorba vuelve al dormitorio de Madame Hortense, la habitación está vacía aparte de su cama (donde ella yace) y el pájaro en su jaula, el cual se lleva.
Finalmente, la estructura elaborada por Zorba para transportar madera es terminado. Se celebra una ceremonia, incluyendo cordero asado, y todos los aldeanos se reúnen en ella. Después de la bendición de los monjes, Zorba señala el inicio de las faenas con el disparo de un fusil al aire. Un tronco se precipita hacia abajo a un vertiginoso ritmo, destruyendo al tronco mismo y dañando parte de la estructura. Zorba permanece indiferente y da órdenes para que envíen un segundo tronco. Éste también acelera hacia abajo y cae en el mar. Pero ahora los aldeanos y los sacerdotes están temerosos e intentan ponerse a cubierto. Zorba permanece imperturbable y ordena un tercer tronco, que acelera la bajada con tanta violencia que desarma la estructura entera, destruyendo todo. Los aldeanos huyen, dejando atrás a Basil y Zorba.
Basil y Zorba se sientan en la orilla a comer cordero asado para el almuerzo. Zorba pretende predecir el futuro a través de la pierna del cordero, diciendo que prevé un gran viaje a una gran ciudad. Luego le pregunta a Basil directamente cuándo piensa irse y Basil responde que se irá a los pocos días. Zorba declara su tristeza sobre la inminente partida de Basil a Inglaterra y le dice a Basil que le falta una pizca de locura. Basil le pide a Zorba que le enseñe a bailar. Zorba le enseña el sirtaki y Basil empieza a reír histéricamente por el resultado catastrófico de la empresa. La historia termina con ambos hombres bailando el sirtaki con entusiasmo en la playa.

## Elenco

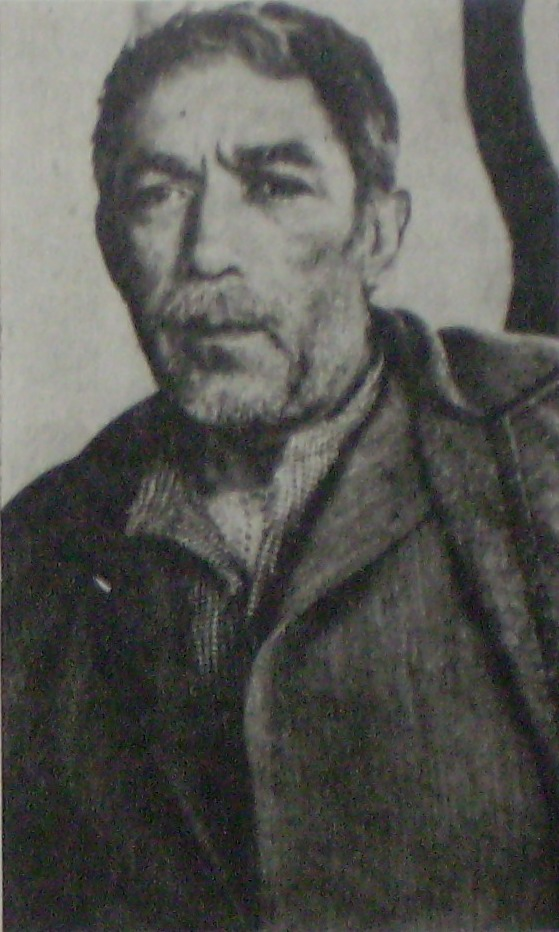
Anthony Quinn en el papel de Zorba.
Associated Press, 1965.

- Anthony Quinn - Alexis Zorba (Αλέξης Ζορμπάς), una versión ficticia del trabajador minero George Zorbas (Γιώργης Ζορμπάς 1867–1942).[4]
- Alan Bates - Basil
- Irene Papas - la Viuda
- Lila Kedrova - Madame Hortense
- Sotiris Moustakas - Mimithos
- Anna Kyriakou - Soul
- Eleni Anousaki - Lola
- George Voyadjis - Pavlo
- Takis Emmanuel - Manolakas
- George Foundas - Mavrandoni
- Pia Lindström (escenas eliminadas) - Aldeana
- George P. Cosmatos - Niño con acné

## Producción
Simone Signoret comenzó a filmar el papel de Madame Hortense. Sin embargo, en las etapas iniciales de la producción sería reemplazada por Lila Kedrova.
La película fue filmada en la isla griega de Creta. Los lugares específicos presentados incluyen la ciudad de La Canea, la región de Apokoronas y la península de Akrotiri. La famosa escena en la que el personaje de Quinn baila el Sirtaki fue filmada en la playa del pueblo de Stavros.

## Recepción
La película fue un gran éxito. Producido con un presupuesto de solo US$783.000, recaudó US$9 millones en la taquilla de Estados Unidos, ganando $4.4 millones en cines. En la taquilla mundial, la película ganó $9,4 millones, colocando el total mundial entre $18,8 millones y $ 23,5 millones. Fue la decimonovena película más taquillera de 1964.

### Crítica
Las críticas de la época fueron en general positivas, con Anthony Quinn y Lila Kedrova recibiendo numerosos reconocimientos por sus actuaciones, aunque algunos críticos encontraron falencias en el guion. Bosley Crowther del New York Times elogió a Quinn por una "actuación brillante" y a Kedrova por su personaje "brillantemente realizado", citando la única debilidad de la película como la falta de "conflicto significativo para demostrar su carácter dominante. Zorba es poderoso y provocativo, pero nadie se interpone en su camino". Margaret Harford de Los Angeles Times declaró que la película "se situaría entre las mejores películas del año, un esfuerzo inusual y fascinante" con espacios "escandalosamente divertidos" y "dolorosamente trágicos y tristes". Richard L. Coe de The Washington Post lo consideró "una imagen memorable" con una "actuación de bravura" de Quinn, y agregó que "Lila Kedrova como la agonizante Mme. Hortense es espectacularmente conmovedora". Variety descubrió que la película era excesivamente larga y recargada, y escribió que el guion de Cacoyannis estaba "lleno de incidentes de diferentes estados de ánimo, tan empaquetados, de hecho, que algunos de los más importantes no pueden desarrollarse por completo". Brendan Gill de The New Yorker escribió que Cacoyannis había dirigido la película con "enorme brío", pero había escrito un "guion no muy ordenado, no muy plausible". Gill elogió particularmente la actuación de Kedrova y pensó que ella "se mete en un as por robarle la foto a Quinn". El Monthly Film Bulletin escribió que la película comienza bien, pero cuando los personajes viajan a Creta "el ritmo se ralentiza y la línea narrativa se vuelve borrosa en una serie de incidentes no relacionados de dudosa importancia". La revisión concluyó que, a pesar de todo, "la película nunca llega a una declaración clara de su tema, ni se acerca a la distancia de medición de sus vastas pretensiones".

### Premios y nominaciones

#### Premios Óscar
En la 37.ª ceremonia de los Premios Óscar, Zorba the Greek fue nominada a siete categorías, ganando tres premios.
| Año  | Categoría                                    | Receptor                                | Resultado |
| ---- | -------------------------------------------- | --------------------------------------- | --------- |
| 1964 | Mejor película                               | Michael Cacoyannis, productor           | Nominada  |
| 1964 | Mejor director                               | Michael Cacoyannis                      | Nominado  |
| 1964 | Mejor actor                                  | Anthony Quinn                           | Nominado  |
| 1964 | Mejor actriz de reparto                      | Lila Kedrova                            | Ganadora  |
| 1964 | Mejor guion basado en material de otro medio | Michael Cacoyannis                      | Nominado  |
| 1964 | Mejor fotografía (blanco y negro)            | Walter Lassally                         | Ganador   |
| 1964 | Mejor dirección de arte (blanco y negro)     | Vassilis Photopoulos (director de arte) | Ganador   |

### Premios Globo de Oro
En la 22.ª ceremonia de los Premios Globo de Oro, la película fue nominada a cinco premios, sin obtener ninguno.
| Año  | Categoría               | Receptor                      | Resultado |
| ---- | ----------------------- | ----------------------------- | --------- |
| 1964 | Mejor película - Drama  | Michael Cacoyannis, productor | Nominada  |
| 1964 | Mejor director          | Michael Cacoyannis            | Nominado  |
| 1964 | Mejor actor - Drama     | Anthony Quinn                 | Nominado  |
| 1964 | Mejor actriz de reparto | Lila Kedrova                  | Nominada  |
| 1964 | Mejor banda sonora      | Mikis Theodorakis             | Nominado  |

La película tiene actualmente una calificación del 86% en Rotten Tomatoes.

## Influencia
La danza al final de la película, coreografiada por Giorgos Provias, anteriormente conocida como "danza de Zorba" y más tarde llamada sirtaki, se ha convertido en un popular cliché de la danza griega.
Zorba the Greek fue adaptado posteriormente en un musical de Broadway llamado Zorba en 1968, protagonizada por Herschel Bernardi. En 1983, el espectáculo fue revivido, con Anthony Quinn y Lila Kedrova repitiendo sus papeles de la película. Se abrió a grandes recibos de taquilla y buenas críticas, con más de 362 actuaciones, más que la producción teatral original. Kedrova obtuvo el Tony a la mejor actriz de reparto en un musical, por su papel de Madame Hortense.
Desde 2004, el Archivo Filmíco de la Academia de Artes y Ciencias Cinematográficas mantiene preservada la película.